# 太祖大王
太祖大王（たいそだいおう、47年 - 165年）は、高句麗の第6代の王（在位:53年 - 146年）。姓は高、諱は宮（きゅう、クン）、または於漱（おそう、オス）。大祖大王、国祖王とも表記される。第2代瑠璃明王の曽孫であり、父は如律の子の古鄒加（高句麗の官位のひとつ）の再思（さいし、チェサ）。母は扶余人の扶余太后。

## 概要
先代の慕本王が53年11月に臣下の杜魯に殺害されたとき、慕本王の太子の翊（よく、イク）が不肖であったために、国人が宮を迎えて王位につけた。このときに王は7歳だったため、扶余太后がしばらく摂政した。
『魏書』高句麗伝に「朱蒙死，閭達代立。閭達死，子如栗代立。如栗死，子莫來代立。…莫來子孫相傳，至裔孫宮」とあり、この莫來を慕本王として、太祖大王の治世が長すぎる（93年間）こともあって、慕本王から太祖大王までの間に数代の欠落があったとする説もある。
高句麗は、その建国神話を扶余出自に求めている。瀬間正行や伊藤英人は、高句麗が扶余建国神話を取り入れたのも、扶余支配の正当性の根拠を示すためであった蓋然性は極めて高い、と指摘している。溝口睦子は、神話は政治的理由その他により借用・剽窃が可能である、と指摘している。金杜珍は、太祖大王は、治世中に高句麗の征服国家体制を整備し、沃沮や、中国が朝鮮に設置した植民地である楽浪郡・帯方郡と抗争するほどに国力を伸張させるなどの功績を挙げたが、太祖大王の母親は扶余であることから、高句麗と扶余は連携するに至り、高句麗が扶余建国神話を取り込んで高句麗建国神話の扶余的性格が整備される余地ができた。その後、高句麗は征服国家として、部族連盟国家の領域を掌握していくため、高句麗建国神話の整備過程において、高句麗に編入された部族連盟国家の始祖伝承が吸収されている、と指摘している。

## 史料
宮は生まれながらに目を開き、物を見ることができたと伝えられる。

## 治世

### 外征と領土拡張
56年7月には、東沃沮を討伐し、高句麗の領土が滄海（東朝鮮湾）から薩水（平安南道の清川江）に及んだ。68年8月に曷思国の曷思王の孫の都頭王が国を挙げて投降してきた。72年2月には藻那国を討伐、74年10月には朱那国を討伐した。118年6月には濊貊とともに後漢の玄菟郡を襲い、121年には、後漢の幽州刺史の馮煥、玄菟太守の姚光、遼東太守の蔡風らが侵攻してきたので、王弟の遂成（すいせい、スソン。後の次大王）を派遣して迎撃させ、却って玄菟・遼東を攻めて捕虜二千を得るなどして領土を拡張している。しかし、その間105年には遼東郡に侵攻して6県を掠奪したものの、遼東太守耿夔の反撃にあって大敗してもいる。また、121年から122年にかけては馬韓や濊貊とともに玄菟・遼東に攻め入ったが、扶余王が漢軍を助けたために敗退を余儀なくされてもいる。治世末期の146年8月には遼東郡西安平県を攻め、帯方県の令を殺し楽浪太守の妻子を奪い取った。

### 人事登用
投降した曷思王の孫・都頭を于台（優台）に封じ、征討の際に捕虜とした朱那国王子を古鄒加に封じた。118年8月には国内の賢人・善良な人・孝行な人を推挙させてもいる。123年には穆度婁（ぼくとる）を左輔、高福章（こうふくしょう）を右輔に取り立て、王弟の遂成とともに国政に参与させた。

### 退位と晩年
王弟である遂成に異心のあることを見抜いた高福章らは王に遂成を誅殺することをすすめたが、王はこれを聞かず、146年12月に遂成に王位を譲り、引退してしまった。遂成は次大王となって直ちに高福章を処刑し、側近であった奸臣を取り立てて高位につけた。さらに太祖大王の嫡子の莫勤（ぼきん、モゴン）を殺させ、これを聞いた莫勤の弟の莫徳（ぼとく、モドク）は自ら縊死した。太祖大王は次大王の20年（165年）3月、失意の中119歳でその生涯に幕を閉じたという。
『三国史記』には退位の際に太祖大王と称したことは記されているが、諡・埋葬地については記述はない。またこの直後に次大王20年10月条に明臨答夫によって次大王も殺されたことを伝えており、『三国遺事』王暦には、国祖王（太祖大王）は乙巳年（165年）に119歳のときに弟王（次大王）とともに、新王（新大王）によって殺された、とある。

## 太祖
太祖という廟号は通例、王朝の始祖に贈られるものである。太祖大王は東明聖王から数えて6代目であるから異例のことであるが、これは高句麗が弱小な属国である立場から脱却して領域の拡張を果たしたなど、王朝の始祖に等しい功績としてみなされたからである。なお、『三国史記』高句麗本紀では「太祖」と「大祖」の表記が混在している。